# Koniovo (oblast d'Arkhangelsk)
Koniovo (en russe : Конёво), parfois appelé Koniovskoïe (en russe : Конёвское) est un village russe situé dans le raïon de Plessetsk dans l'ouest de l'oblast d'Arkhangelsk. Il fait partie du Nord russe, et sa population s'élevait à 3 135 habitants en 2012, faisant de lui l'une des localités les plus peuplées du raïon.   

## Géographie
Koniovo est située dans l'ouest de l'oblast d'Arkhangelsk, un sujet de Russie européenne qui fait partie du district fédéral du Nord-Ouest. La localité se trouve dans le centre du raïon de Plessetsk, un des raïons de l'oblast. Le village se trouve à environ 81 kilomètres au sud-ouest du centre administratif du raïon, la commune urbaine de Plessetsk.
Le village se situe sur la rive droite du fleuve Onega, qui se jette dans la mer Blanche. Koniovo, comme tout l'oblast d'Arkhangelsk, est située dans le fuseau horaire MSK (heure de Moscou). Le décalage horaire appliqué par rapport au temps universel coordonné est +03:00.

## Histoire
Depuis 1765, la route postale Arkhangelsk — Saint-Pétersbourg passait par ici. Une relais de poste (en russe : Конная станция, Konnaïa stanitsia) a été fondé, où les voyageurs échangeaient des chevaux fatigués contre des chevaux neufs. Le relais a donné son nom au village.
En 1929, le raïon de Prioziorny a été formé dans le cadre du raïon de Niandoma du kraï du Nord. Le centre du district de Prioziorny était le village de Koniovo. En 1963, le raïon de Prioziorny a été aboli et le village est devenu une partie du raïon rural de Kargopol. En 1965, il a été inclus dans le raïon de Plesetsk.
De 2006 jusqu'à la suppression des municipalités du raïon en 2021, le village faisait partie de la municipalité de Koniovo, Koniovo ayant alors été le chef-lieu,.

## Démographie
Recensements (*) ou estimations de la population,,,:
En 2002, la population était à 97 % composée de Russes.
| 1859 | 1873 | 1959* | 2002* | 2010* |
| ---- | ---- | ----- | ----- | ----- |
| 228  | 413  | 3 046 | 3 068 | 2 838 |

| 2012  | - | - | - | - |
| ----- | - | - | - | - |
| 3 135 | - | - | - | - |

## Culture locale et patrimoine
La chapelle Alexandre Nevski, construite dans la IIde moitié XVIIIe siècle se situe dans le village. Le monument est classé objet patrimonial culturel de Russie d'importance régionale. Il y a aussi l'église de l'Intercession, construite entre 1883 et 1886, mais qui n'est pas protégée,.

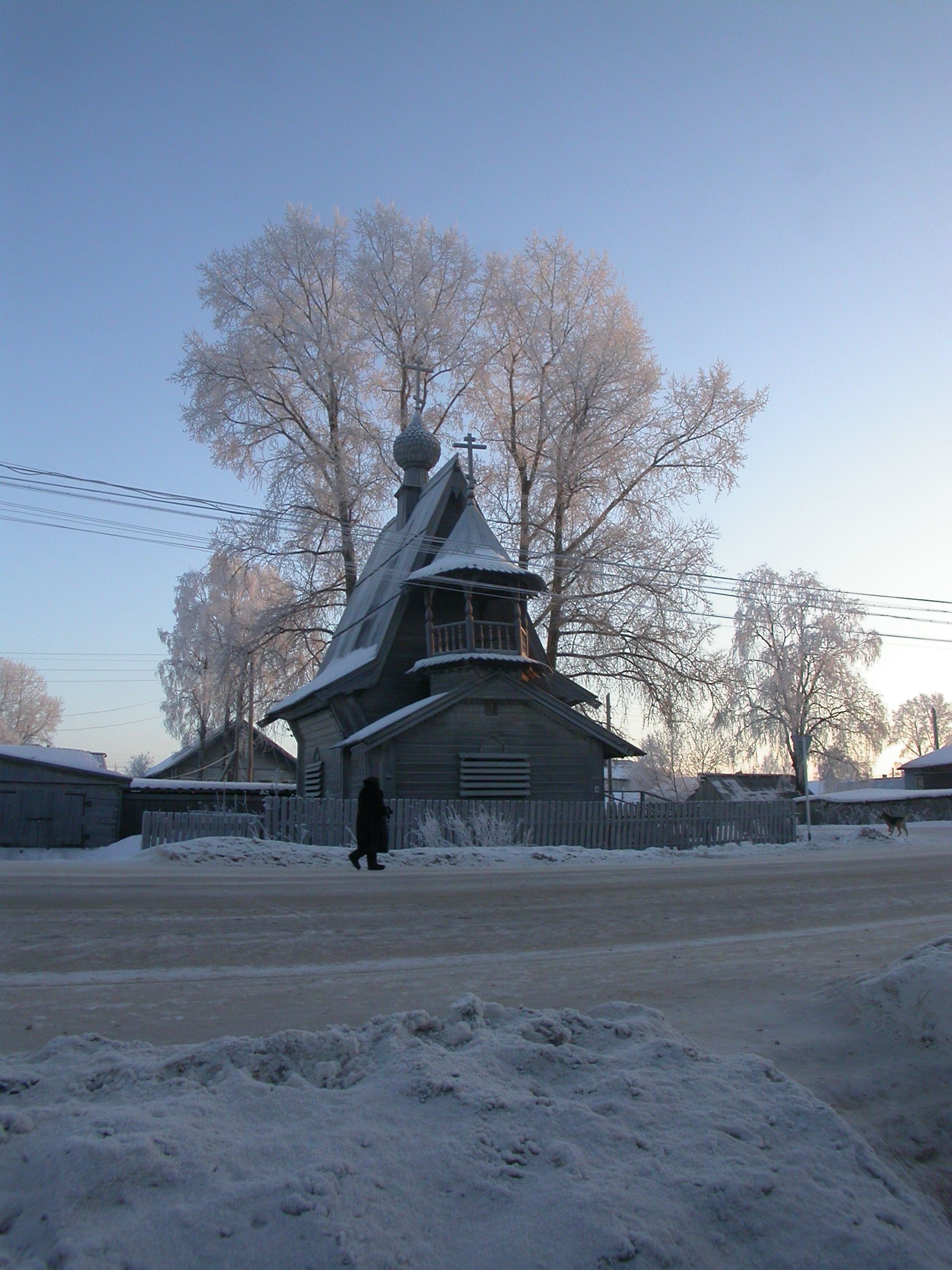
La chapelle Alexandre-Nevski en janvier 2008.
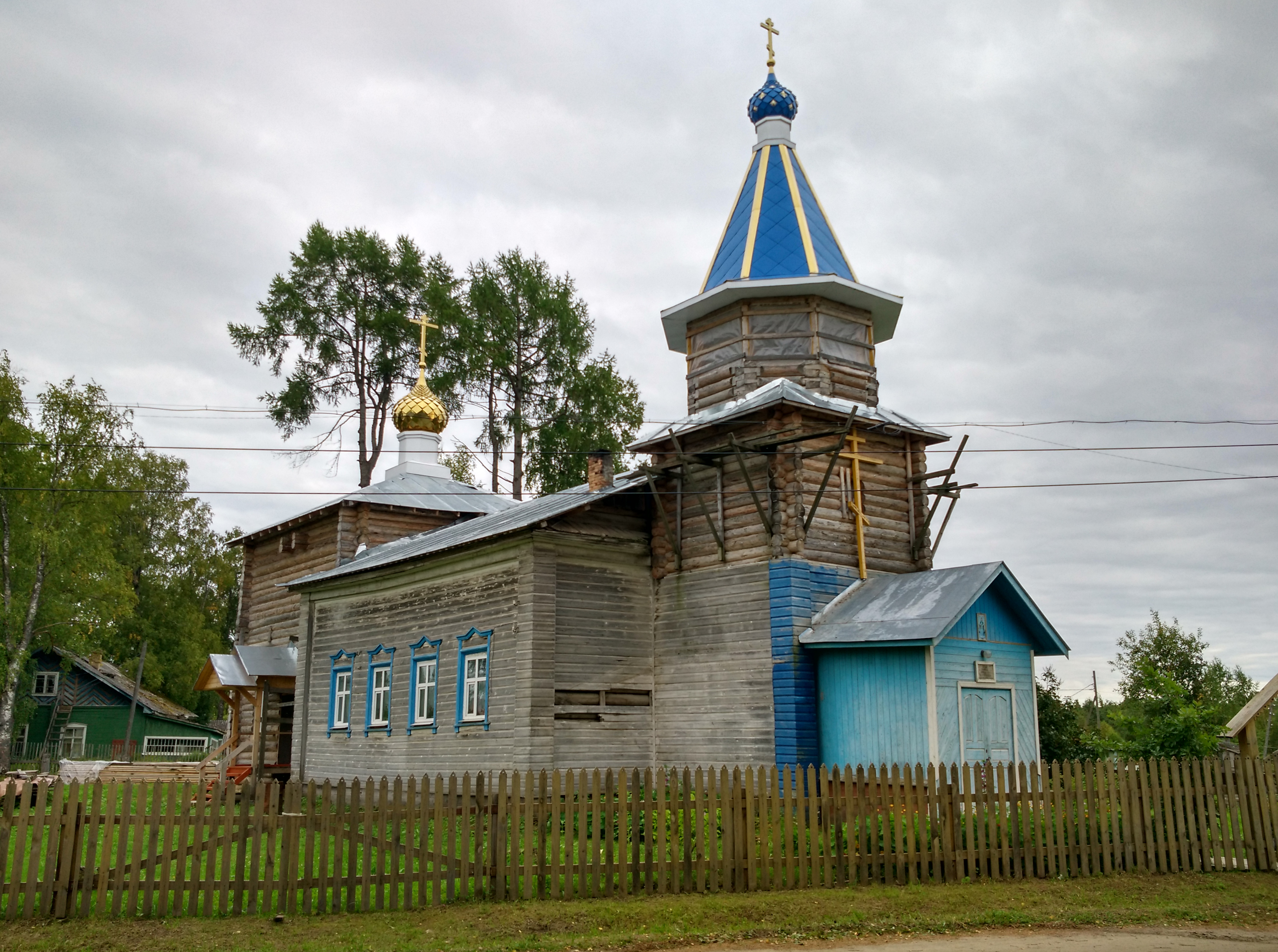
L'église de l'Intercession.
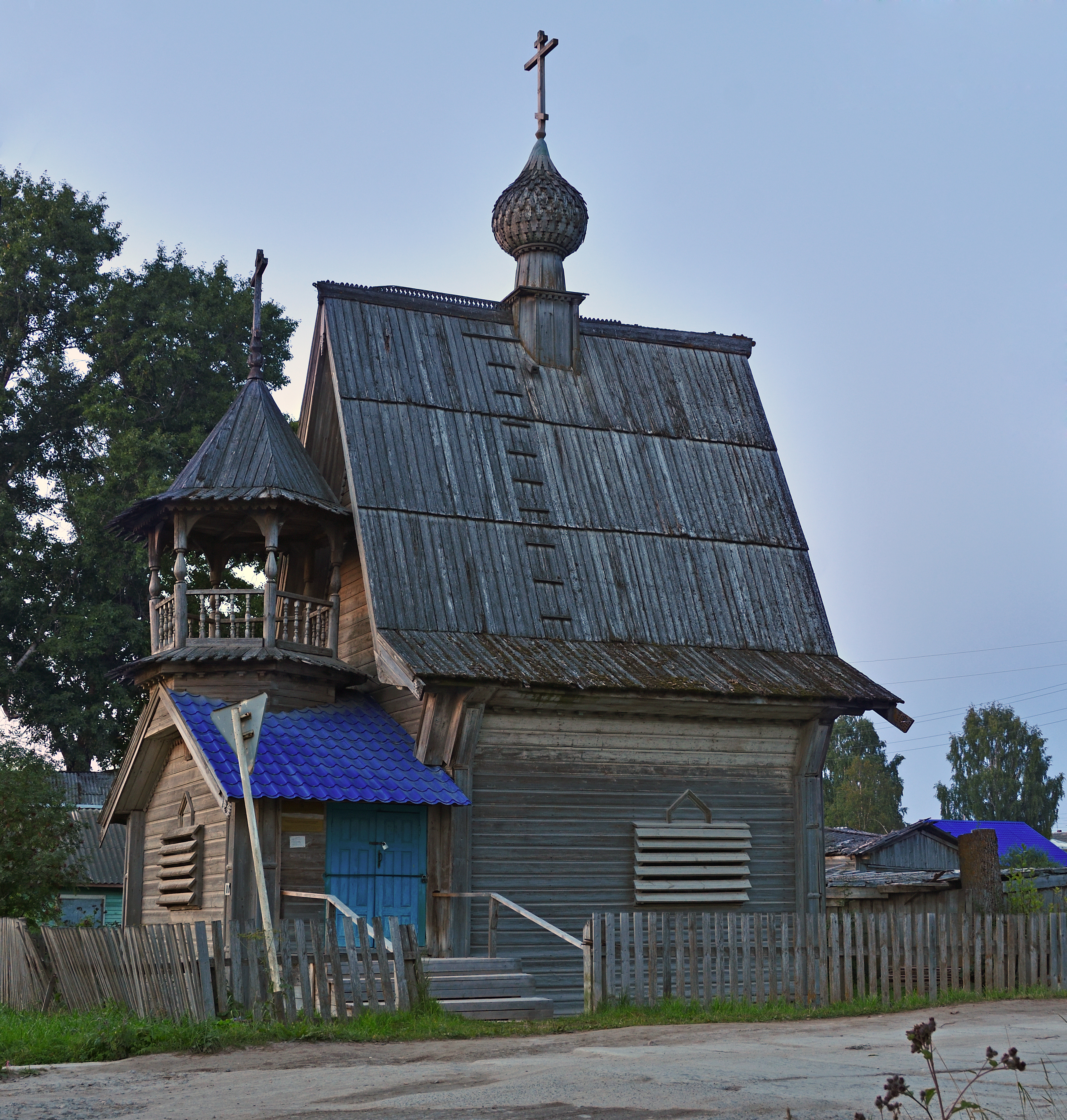
Autre vue de la chapelle.

## Transports
La route fédérale A215, qui relie Lodeïnoïe Pole (oblast de Léningrad au niveau de la route fédérale R21) à Brine-Navolok (oblast d'Arkhangelsk, au niveau de la route fédérale M8 au sud d'Arkhangelsk), dessert le village.